# Litsea andreana
Litsea andreana är en lagerväxtart som beskrevs av Francis S.P. Ng. Litsea andreana ingår i släktet Litsea och familjen lagerväxter. Utöver nominatformen finns också underarten L. a. dewolii.